# Brandon Workman
Brandon Carlin Workman (nacido el 13 de agosto de 1988) es un exlanzador de béisbol profesional estadounidense que jugó para los Chicago Cubs of Major League Baseball (MLB). Anteriormente jugó para los Boston Red Sox y los Philadelphia Phillies. Workman hizo su debut en la MLB en 2013. Lanza y batea con la mano derecha, y figura en el puesto 6 pies 5 pulgadas (2 m) y 235 libras (106,6 kg).

## Carrera amateur
Workman asistió a Bowie High School en Bowie, Texas. Fue un ganador de cuatro años, jugando como campocorto y lanzador . Como sénior y capitán del equipo, Workman tuvo un récord de 10-2 en victorias y derrotas con un promedio de carreras limpias (ERA) de 0.81 y 171 ponches en 76 entradas. Como bateador, bateó .481 y ganó dos veces los honores All-State del primer equipo, el reconocimiento All-American de Louisville Slugger High School del primer equipo y los honores All-Region de Rawlings. Workman fue seleccionado por los Filis de Filadelfia en la tercera ronda del draft de la MLB de 2007, pero optó por asistir a la universidad.
Workman asistió a la Universidad de Texas en Austin, donde jugó béisbol universitario para los Texas Longhorns. Durante su temporada de primer año, Workman obtuvo un récord de 5-2 y fue incluido en el cuadro de honor. Durante su temporada de segundo año, Workman tuvo un récord de 3-5 y tuvo una efectividad de 4.72 en las 12 grandes jugadas de la Conferencia. Workman tendría entonces una excelente temporada juvenil, antes de ingresar al draft de la MLB. Workman también jugó para los Wareham Gatemen de la Liga de Béisbol de Cape Cod, y fue un All-Star de la Liga de Béisbol de Cape Cod, con efectividad de 3.44 en su primer año.

## Carrera profesional

### Medias Rojas de Boston

#### Ligas menores
Los Medias Rojas seleccionaron a Workman en la segunda ronda (selección número 57) del draft de la MLB de 2010, y lo firmaron por un bono por firmar de $ 800,000. Pasó la temporada 2011 con los Greenville Drive de Clase A, apareciendo en 26 juegos (todos como titular) con un récord de 6-7 y efectividad de 3.71.
En 2012, Workman fue nombrado Lanzador del Año de las Ligas Menores 2012 de los Medias Rojas, después de lanzar 20 juegos (todos como aperturas) para los Medias Rojas de Salem y liderar la Clase A-Avanzada de Carolina League en la menor cantidad de corredores de base por nueve entradas, mientras que ocupa el segundo lugar en bases por bolas más hits por entrada lanzada (WHIP) y cuarto en efectividad. Fue ascendido a los Portland Sea Dogs de la Clase AA Eastern League, donde apareció en cinco juegos (todos como titular) y tuvo un récord de 3-1 y efectividad de 3.96.
Workman comenzó la temporada 2013 con Portland, apareciendo en 11 juegos (10 aperturas) con un récord de 5-1 y efectividad de 3.43. Fue ascendido a los Medias Rojas de Pawtucket de la Liga Internacional Clase AAA, donde aparecería en seis juegos (todos como titular) con un récord de 3-1 y efectividad de 2.80.

#### 2013
Workman fue ascendido a Boston en julio de 2013, después de una lesión en el pie de Andrew Miller que puso fin a la temporada. En su debut en las Grandes Ligas contra los Marineros de Seattle el 10 de julio, Workman lanzó dos entradas en relevo, permitió tres carreras y ponchó a cuatro. Durante el resto de la temporada 2013 de los Medias Rojas, Workman registró un récord de 6-3 con efectividad de 4.97 en 20 apariciones en la temporada regular (3 aperturas) y no permitió una carrera limpia durante siete apariciones en postemporada. Lanzó una octava entrada perfecta en el decisivo Juego 6 de la Serie Mundial 2013, preparando al cerrador de Boston Koji Uehara. Workman también registró su primer turno profesional al bate en el Juego 3 de la Serie Mundial, ponchando en tres lanzamientos consecutivos.

#### 2014
El 30 de mayo de 2014, Workman fue expulsado de un juego en Fenway Park después de realizar un lanzamiento alto detrás de Evan Longoria de los Tampa Bay Rays. El incidente ocurrió después de que el lanzador de los Rays, David Price, lanzara a dos bateadores de los Medias Rojas. El 3 de junio, Workman fue multado y suspendido por seis juegos. Después de perder una apelación, comenzó a cumplir su suspensión el 18 de junio. En general, para los Medias Rojas de 2014, Workman apareció en 19 juegos (15 aperturas) y tuvo un récord de 1-10 con efectividad de 5.17. También apareció en 11 juegos (todos como titular) con Triple-A Pawtucket, compilando un récord de 7-1 con 4.11 de efectividad.

#### Cirugía de Tommy John
En abril de 2015, Workman fue incluido en la lista de discapacitados por dolor en el codo. Se sometió a una inyección de plasma rico en plaquetas (PRP) y se le ordenó que no lanzara durante varias semanas. Cuando no tuvo éxito, se sometió a una reconstrucción del ligamento colateral cubital en junio de 2015. Como resultado, se perdió toda la temporada 2015, y durante la temporada 2016 hizo solo diez apariciones con equipos agrícolas de Boston, lanzando un total de 20 entradas y permitiendo 17 carreras limpias (efectividad de 7.65).

#### 2017
En diciembre de 2016, Workman firmó un contrato de un año por valor de $ 635,000 con los Medias Rojas. Fue enviado a Triple-A Pawtucket para comenzar la temporada 2017; haría 18 apariciones de relevo con PawSox, con una efectividad de 1.55 y un WHIP de 1.000. Workman fue convocado por los Medias Rojas el 2 de mayo, e hizo su primera aparición en la MLB desde 2014 el 4 de mayo, lanzando tres entradas en blanco. Con los Red Sox en 2017, Workman registró una efectividad de 3.18 y WHIP de 1.21.

#### 2018
En enero de 2018, Workman y los Medias Rojas evitaron el arbitraje al acordar un contrato de un año y $ 835,000 para la temporada 2018. Después de haber usado el uniforme número 67 con los Medias Rojas desde su debut en la MLB, Workman cambió al uniforme número 44 para 2018. Workman fue enviado a Triple-A Pawtucket antes del inicio de la temporada 2018 de los Boston Red Sox, luego de un éxito limitado durante los entrenamientos de primavera (9 apariciones, 5.59 de efectividad, 1.76 WHIP). El 5 de junio, Workman fue llamado a Boston después de que Drew Pomeranz fuera incluido en la lista de lesionados. Workman hizo 21 apariciones de relevo durante junio y julio, lanzando 18 2⁄3 entradas con una efectividad de 2.89. Regresó a Triple-A el 26 de julio, cuando los Medias Rojas agregaron a Nathan Eovaldi al roster activo.
Trabajador fue llamado a Boston del 31 de julio hasta el 12 de agosto cuando Chris Sale estaba en la lista de lesionados, lo que hace cinco apariciones de relevo y permitió una carrera en 5 2⁄3 entradas (1.59 de efectividad). Workman fue nuevamente llamado a filas el 18 de agosto, cuando Sale volvió a estar en la lista de lesionados. Para la temporada, Workman hizo 43 apariciones de relevo con Boston, compilando un récord de 6-1 con 3.27 de efectividad y 37 ponches en 41 1⁄3 entradas. Workman estuvo en la lista de postemporada de Boston para la ALDS y la ALCS, haciendo tres apariciones como relevista y permitiendo cinco carreras combinadas en una entrada lanzada. Fue reemplazado en el roster por Drew Pomeranz para la Serie Mundial, que los Medias Rojas ganaron a los Dodgers de Los Ángeles .

#### 2019
Workman fue incluido en la lista del Día Inaugural de Boston para comenzar la temporada 2019. Para la temporada, apareció en 73 partidos, compilando un récord de 10-1 con 16 salva, y ponchó a 104 bateadores en 71 2⁄3 entradas. Workman fue nombrado Relevista del Mes en la Liga Americana luego de salvar 7 juegos con una efectividad de 0.00 y 18 ponches. Workman terminó la temporada 2019 como cerrador de Boston.

#### 2020
Workman hizo siete apariciones con Boston durante la temporada 2020 con retraso en el inicio, registrando cuatro salvamentos y una efectividad de 4.05.

### Filis de Filadelfia
El 21 de agosto de 2020, Workman fue cambiado a los Filis de Filadelfia junto con Heath Hembree y dinero en efectivo por Nick Pivetta y Connor Seabold. El 22 de agosto, Workman hizo su debut en los Filis. El 23 de agosto, obtuvo su primer salvamento de los Filis. El 26 de agosto, Workman logró el salvamento contra los Nacionales de Washington en victorias consecutivas de los Filis y la victoria número 1.000 del mánager Joe Girardi como mánager de la MLB.
Workman luchó poderosamente durante la carrera de los Filis por un puesto en los playoffs. Permitió 23 hits y 11 carreras en 13 entradas y tuvo un récord de 1-4. Estadísticamente, fue uno de los peores lanzadores de la temporada 2020 de la MLB.

### Cachorros de Chicago
El 17 de febrero de 2021, Workman acordó un contrato de Grandes Ligas con los Cachorros de Chicago, por un valor de $ 1MM en salario base y $ 2MM más en incentivos.

## Vida personal
Workman creció como fanático de los Texas Rangers. Taylor Caswell y él se comprometieron en marzo de 2015, y se casaron el 21 de noviembre de 2015 en Wichita Falls, Texas. Tienen un hijo juntos.